# Villevaudé
Villevaudé (franskt uttal: [vilvode]
 ( lyssna)) är en kommun i departementet Seine-et-Marne i regionen Île-de-France i norra Frankrike. Kommunen ligger i kantonen Villeparisis som tillhör arrondissementet Meaux. År 2022 hade Villevaudé 2 114 invånare.

## Befolkningsutveckling
| Befolkningsutvecklingen i Villevaudé 1968–2021 | Befolkningsutvecklingen i Villevaudé 1968–2021 | Befolkningsutvecklingen i Villevaudé 1968–2021 | Befolkningsutvecklingen i Villevaudé 1968–2021 | Befolkningsutvecklingen i Villevaudé 1968–2021 |
| ---------------------------------------------- | ---------------------------------------------- | ---------------------------------------------- | ---------------------------------------------- | ---------------------------------------------- |
|                                                |                                                |                                                |                                                |                                                |
| År                                             |                                                |                                                | Folkmängd                                      |                                                |
| 1968                                           | 1968                                           |                                                | 897                                            |                                                |
| 1975                                           | 1975                                           |                                                | 936                                            |                                                |
| 1982                                           | 1982                                           |                                                | 1 076                                          |                                                |
| 1990                                           | 1990                                           |                                                | 1 348                                          |                                                |
| 1999                                           | 1999                                           |                                                | 1 599                                          |                                                |
| 2007                                           | 2007                                           |                                                | 1 680                                          |                                                |
| 2015                                           | 2015                                           |                                                | 2 102                                          |                                                |
| 2021                                           | 2021                                           |                                                | 2 132                                          |                                                |